# Jorge Ballesteros
Jorge Eliécer Ballesteros Bernier (Riohacha, 11 de abril de 1948) es un político colombiano miembro del Partido de la U y ha sido elegido por elección popular para integrar el Senado de Colombia.

## Carrera profesional
Ballesteros Bernier fue consultor del Banco Interamericano de Desarrollo y jefe de Ginecología del Hospital Nuestra Señora de los Remedios en Riohacha.

## Congresista de Colombia
En las elecciones legislativas de Colombia de 2006, Ballesteros Bernier fue elegido senador de la república de Colombia con un total de 36.226 votos. Posteriormente, en las elecciones legislativas de Colombia de 2010, Ballesteros Bernier fue reelecto senador con un total de 34.373 votos.
Su última unidad de trabajo legislativo (UTL) fue conformada por:
- Ballesteros Serpa Carlos Andrés
- Cotescotes Yaneris Beatriz
- Duarteospino Carlos Andrés
- Herreracova Alejandra Carolina
- Lopezurdiales José Alberto
- Munozdavila Yaneth
- Porrasplata Johanna Elicenia
- Velásquez Luis Alexander

### Iniciativas
El legado legislativo de Jorge Eliécer Ballesteros Bernier se identifica por su participación en las siguientes iniciativas desde el congreso:
- Reformar el Sistema General de Seguridad Social en Salud.[3]
- La prestación de los servicios para la atención de Promoción y Prevención se hará a través de la red Pública Contratada por las Entidad Promotora de Salud del Régimen Subsidiado.[4]
- Modificar el sistema escalonamiento de regalías del carbón de acuerdo a los ingresos del departamento y no la producción.[5]
- Reforma los decretos dictados en el marco de la emergencia social en relación con la financiación de las prestaciones excepcionales en salud.[6]
- Protección de la salud de los usuarios en el proceso de práctica del tatuaje y/o la perforación, así como la de regular el ejercicio de los profesionales dedicados a la actividad (Aprobado).[7]
- Regular la protección a la propiedad intelectual en los medicamentos.[8]
- Afianzar en la práctica el principio de igualdad entre los educadores y a desarrollar el principio jurídico según el cual a trabajo igual debe corresponder salario y prestaciones iguales (Objetado por el Presidente de la República).[9]
- Preservación y el aprovechamiento sostenible de los recursos pesqueros.[10]
- Propuesta de eliminación de la Comisión Nacional de Televisión (Archivado).[11]
- Declarar de interés nacional la generación y uso de energía eléctrica de origen eólica en todo el territorio colombiano (Retirado).[12]
- Fortalecer la presencia del Estado en las comunidades asentadas en las regiones limítrofes de Colombia[13]
- Proyectos de mejoramiento de fortalecimiento de la academia de la Universidad de La Guajira (Aprobado).[14]
- Instalación de cardiodesfibriladores externos automáticos (Retirado).[15]
- Emisión de la estampilla "Pro Universidad Popular del Cesar" (Aprobado)[16]

## Carrera política
Su trayectoria política se ha identificado por:

### Partidos políticos
A lo largo de su carrera ha representado los siguientes partidos:
| Partido político                | Fecha Inicio             | Fecha Fin                |
| Partido de la U                 | 15 de septiembre de 2009 |                          |
| Movimiento Alas Equipo Colombia | 20 de julio de 2006      | 14 de septiembre de 2009 |

### Cargos públicos
Entre los cargos públicos ocupados por Jorge Eliécer Ballesteros Bernier, se identifican:
| Cargo público                                       | Partido político | Fecha Inicio        | Fecha Fin               |
| Senador de la República                             | Partido de la U  | 20 de julio de 2006 | 20 de julio de 2010     |
| Gobernador de La Guajira                            | Partido Liberal  | 12 de enero de 1992 | 11 de enero de 1994     |
| Representante a la Cámara                           | Partido Liberal  | 20 de julio de 1990 | 20 de diciembre de 1992 |
| Diputado de la Asamblea Departamental de La Guajira | Partido Liberal  | 12 de enero de 1987 | 11 de enero de 1990     |
| Alcalde del Municipio de Riohacha                   | Partido Liberal  | 3 de enero de 1986  | 17 de enero de 1987     |
| Concejal del Municipio de Riohacha                  | Partido Liberal  | 19 de enero de 1984 | 3 de enero de 1986      |

## Vida personal
Jorge Ballesteros es primo del famoso actor peruano Roberto Ballesteros, conocido por sus papeles de villano en las telenovelas mexicanas.